# آمارهای جام جهانی فوتبال ۲۰۱۰
مقاله زیر شامل آمارهای رسمی فیفا در مورد جام جهانی فوتبال ۲۰۱۰ است که از تاریخ ۱۱ ژوئن ۲۰۱۰ تا ۱۱ ژوئیه ۲۰۱۰ در کشور آفریقای جنوبی برگزار شد. این آمار شامل فهرستی از بازیکنانی است که در طول مسابقات در به‌ثمر رساندن حداقل یک گل موفق بودند، بازیکنانی که پاس گل دادند، آمار کلی تیمی، مهم‌ترین اطلاعات مربوط به تیم‌های برنده و بازنده، جوایز مسابقه، اقدامات انضباطی، نتایج کلی و ورزشگاه‌های درگیر در این تورنمنت می‌باشد.
جام جهانی فوتبال یک تورنمنت چهارساله از تیم‌های ملی فوتبال مردان است. تمام تیم‌ها در گروه‌های چهار تیمه به رقابت می‌پردازند، و یک تورنومنت دوره‌ای انجام می‌دهند که در پایان آن، دو تیم برتر هر گروه وارد دور حذفی ۱۶ می‌شوند. برندهٔ جام جهانی ۲۰۱۰ اسپانیا بود که پس از وقت اضافه در فینال هلند را ۱–۰ شکست داد تا اولین عنوان قهرمانی خود را به‌دست آورد.

## گل‌زنان
برندهٔ کفش طلا، توماس مولر از آلمان بود. از بین تمام بازیکنانی که در طول این تورنمنت پنج گل به‌ثمر رسانده‌اند، مولر بیشترین پاس گل را داشت (سه)؛ سه بازیکن دیگر هرکدام یک پاس گل داشتند. در مجموع ۱۴۵ گل توسط ۹۷ بازیکن مختلف به‌ثمر رسید که دو گل از آن‌ها به‌عنوان گل به‌خودی ثبت شدند.

#### ۵ گل
- توماس مولر
- داوید ویا
- وسلی اسنایدر
- دیگو فورلان

#### ۴ گل
- گونسالو ایگواین

#### ۳ گل
- لوئیس فابیانو
- لندون داناون
- آساموا جیان
- لوییس سوارز

#### ۲ گل
- کارلوس توس
- لوکاس پودولسکی
- تیاگو مندس
- برت هولمن
- کیسوکه هوندا
- لی چونگ-یونگ
- لی یونگ سو
- الانو
- روبینیو
- خاویر ارناندس
- آرین روبن
- آندرس اینیستا
- ساموئل اتوئو
- کالو اوچه

#### ۱ گل
- مارتین دمیکلیس
- گابریل هاینزه
- مارتین پالرمو
- تیم کیهیل
- خوان
- مایکون
- ژان بوسیور
- مارک گونزالز
- رودریگو میلار
- نیکلاس بنتنر
- دنیس رومدال
- یان دال توماسون
- جرمین دفو
- استیون جرارد
- متیو آپسن
- فلورن مالودا
- کاکاو
- آرنه فریدریش
- مارسل یانزن
- سامی خدیرا
- مسعود اوزیل
- کوین پرینس بواتنگ
- سولی مونتاری
- دیمیتریس سالپینگیدیس
- واسیلیس توروسیدیس
- دنیله د روسی
- آنتونیو دی ناتاله
- وینچنزو یاکویینتا
- فابیو کوالیارلا
- دیدیه دروگبا
- سالومون کالو
- روماریک
- یحیی توره
- یاسوهیتو اندو
- شینجی اوکازاکی
- کواوتموک بلانکو
- رافائل مارکز
- کلاس یان هونتلار
- درک کویت
- جووانی فن برونکهورست
- رابین فن پرسی
- وینستون رید
- شین سملتز
- یاکوبو ایگبنی
- جی یون نام
- آنتونی الکاراز
- کریستین ریوروس
- انریکه ورا
- هوگو آلمیدا
- کریستیانو رونالدو
- لیدسن
- رائول میرلس
- سیمائو سابروزا
- میلان یووانویچ
- مارکو پانتلیچ
- کامیل کوپونیک
- والتر بیرسا
- رابرت کورن
- زلاتان لیوبیانکیچ
- بنجانی کومالو
- کاتلگو فلا
- سیفیوه شابالالا
- پارک چو-یونگ
- پارک جی سونگ
- کارلس پویول
- ژلسون فرناندز
- مایکل بردلی
- کلینت دمپسی
- ادینسون کاوانی
- آلوارو پریرا
- ماکسیمیلیانو پریرا

#### گل به‌خودی
- دنیل اگر
- پارک چو-یونگ

## پاس گل‌ها
کاکا برزیلی در جدول پاس گل‌ها با سه پاس گل در ۳۳۷ دقیقه بازی به جایگاه اول رسید که کمتر از هر یک از چهار بازیکن دیگر با سه پاس گل بود.

#### ۳ پاس گل
- کاکا
- توماس مولر
- مسعود اوزیل
- باستیان شواینشتایگر
- درک کویت

##### ۲ پاس گل
- لوکاس پودولسکی
- رابین فن پرسی
- والتر گارگانو
- لوییس سوارز
- آرتور بوکا
- کی سونگ یونگ

#### ۱ پاس گل
- سرخیو آگوئرو
- نیکلاس بوردیسو
- لیونل مسی
- خوان سباستین ورون
- لوک ویلکشیر
- الانو
- مایکون
- فیلیپه ملو
- رامیرس
- روبینیو
- ماوریسیو ایسلا
- استبان پاردس
- الکسیس سانچز
- نیکلاس بنتنر
- دنیس رومدال
- استیون جرارد
- امیل هسکی
- جیمز میلنر
- فرانک ریبری
- ژروم بواتنگ
- فیلیپ لام
- مانوئل نویر
- دنیله د روسی
- سیمونه په‌په
- یحیی توره
- کیسوکه هوندا
- دایسوکه ماتسویی
- آندرس گواردادو
- رافائل مارکز
- خراردو تورادو
- دمی دا زیو
- الیرو الیا
- آرین روبن
- وسلی اسنایدر
- رافائل فن در فارت
- شین سملتز
- چیدی اودیا
- یون ته سه
- لوکاس باریوس
- پائول دا سیلوا
- اورلیانو تورس
- فابیو کونترائو
- کریستیانو رونالدو
- دودا
- لیدسن
- رائول میرلس
- تیاگو مندس
- میگل ولوسو
- نیکولا ژیگیچ
- اریک یندریشک
- مارک همشیک
- یورای کوتسکا
- ستانیسلاو سیتاک
- والتر بیرسا
- میلیوی نوواکوویچ
- الکساندر رادوسافلیویچ
- کاجیشو دیکگکوی
- سپو ماسیله لا
- سیفیوه شابالالا
- سسک فابرگاس
- خسوس ناواس
- داوید ویا
- جرارد پیکه
- ژاوی هرناندز
- جوزی التیدور
- استیو چاروندولو
- اخیدیو آروالو ریوس
- ادینسون کاوانی
- دیگو فورلان
- نیکولاس لودیرو

| رتبه | بازیکن              | پاس گل | دقایق بازی |
| ---- | ------------------- | ------ | ---------- |
| ۱    | کاکا                | ۳      | ۳۳۷        |
| ۲    | توماس مولر          | ۳      | ۴۷۳        |
| ۳    | مسعود اوزیل         | ۳      | ۵۸۶        |
| ۴    | درک کویت            | ۳      | ۵۸۷        |
| ۵    | باستیان شواینشتایگر | ۳      | ۶۲۱        |

## ترین‌ها

##### آمار کلی‌
- تعداد کل گل‌های زده شده: ۱۴۵
- میانگین گل در هر بازی: ۲٫۲۷
- تعداد دوگانه (زده شدن دو گل در یک بازی توسط یک بازیکن): ۱۰

لوئیس فابیانو• دیگو فورلان• میروسلاو کلوزه• توماس مولر• وسلی اسنایدر• لوییس سوارز• کارلوس توس• تیاگو مندس• داوید ویا• روبرت ویتک•
- تعداد هت‌تریک: ۱

گونسالو ایگواین•
- تعداد پنالتی گرفته شده در جریان بازی: ۱۵
- تعداد پنالتی‌های گل شده در جریان بازی: ۹

کواتموک بلانکو• لندون داناون• ساموئل اتوئو• دیگو فورلان• آساموا جیان (۲)• وینچنزو یاکویینتا• روبرت ویتک• یاکوبو ایگبنی•
- تعداد پنالتی‌های از دست رفته در جریان بازی: ۶

ژابی آلونسو• اسکار کاردوزو• آساموا جیان• لوکاس پودولسکی• یان دال توماسون• داوید ویا•
- درصد گل شدن پنالتی‌ها: ۶۰٪
- تعداد گل به‌خودی‌ها: ۲

دنیل اگر• پارک چو-یونگ•

#### زمانی
- اولین گل مسابقات: سیفیوه شابالالا برای آفریقای جنوبی مقابل مکزیک
- اولین دوگانه مسابقات: دیگو فورلان برای اروگوئه مقابل آفریقای جنوبی
- اولین هت‌تریک مسابقات: گونسالو ایگواین برای آرژانتین مقابل کره جنوبی
- آخرین گل مسابقات: آندرس اینیستا برای اسپانیا مقابل هلند
- آخرین دوگانه مسابقات: میروسلاو کلوزه برای آلمان مقابل آرژانتین
- آخرین هت‌تریک مسابقات: گونسالو ایگواین برای آرژانتین مقابل کره جنوبی
- سریع‌ترین گل مسابقات: دقیقهٔ سوم (۲:۳۸)

توماس مولر برای آلمان مقابل آرژانتین
- کم‌ترین فاصلهٔ زمانی بین ورود به زمین به‌عنوان بازیکن تعویضی و گل زدن: دو دقیقه

•کاکاو برای آلمان مقابل استرالیا •رودریگو میلار برای شیلی مقابل اسپانیا •کامیل کوپونیک برای اسلواکی مقابل ایتالیا
- دیرترین گل زده شده در یک مسابقه نود دقیقه‌ای: دقیقهٔ ۵+۹۰

آلوارو پریرا برای اروگوئه مقابل آفریقای جنوبی
- دیرترین گل زده شده در یک مسابقه ۱۲۰ دقیقه‌ای (حذفی): دقیقهٔ ۱۱۶

آندرس اینیستا برای اسپانیا مقابل هلند
- دیرترین گل پیروزی‌بخش در یک مسابقه نود دقیقه‌ای: دقیقهٔ ۵+۹۰

لندون داناون برای آمریکا مقابل الجزایر
- دیرترین گل پیروزی‌بخش در یک مسابقه ۱۲۰ دقیقه‌ای (حذفی): دقیقهٔ ۱۱۶

آندرس اینیستا برای اسپانیا مقابل هلند
- کم‌ترین فاصلهٔ زمانی بین دو گل زده شده توسط یک تیم: دو دقیقه (۱:۲۹)

کریستیانو رونالدو و تیاگو مندس برای پرتغال مقابل کره شمالی

#### تیمی

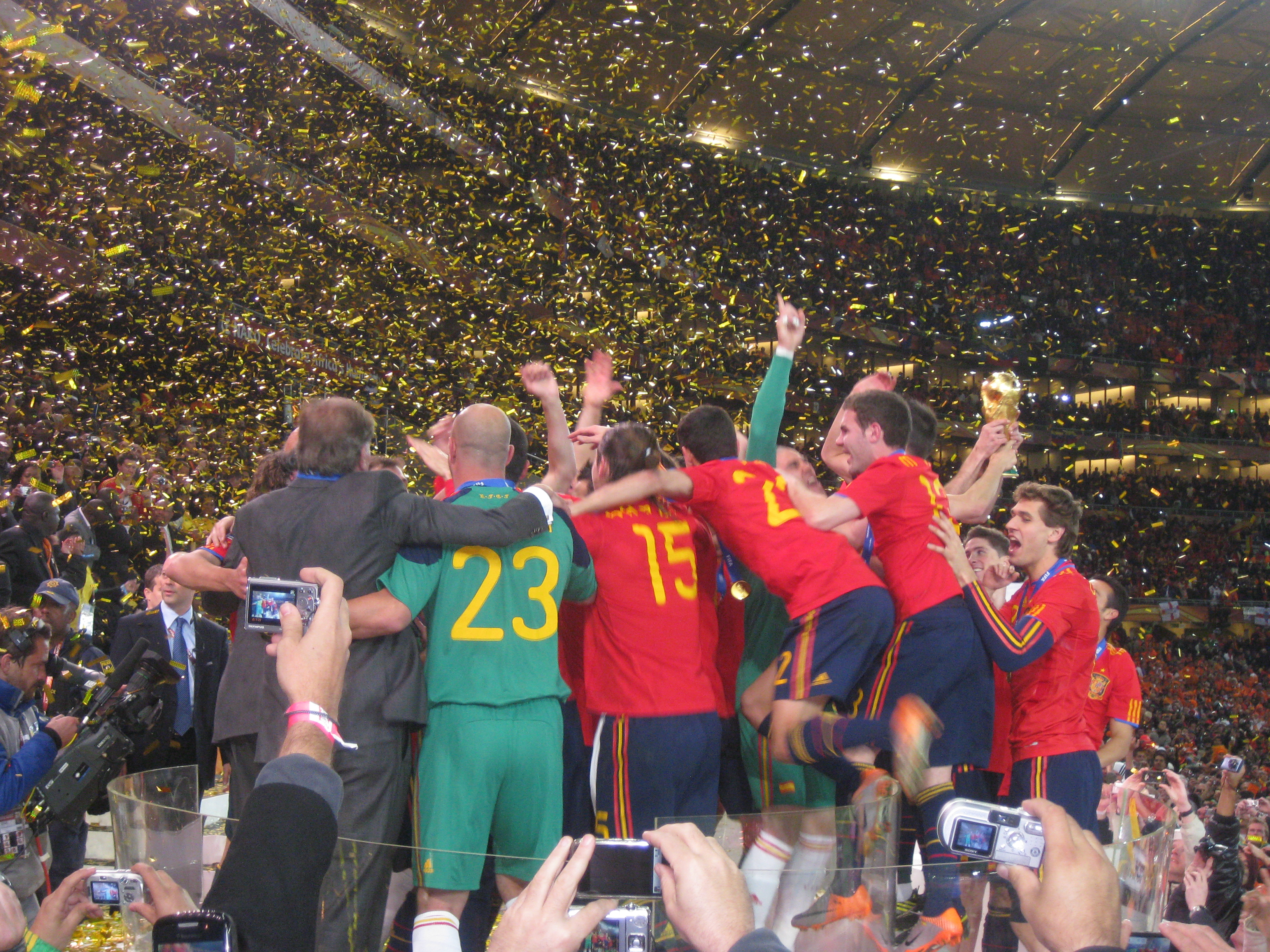
اسپانیا تیم قهرمان مسابقات

- بیشترین تعداد گل زده شده توسط یک تیم: ۱۶

آلمان
- کمترین تعداد گل زده شده توسط یک تیم: ۰

الجزایر• هندوراس•
- بیشترین تعداد گل خورده شده توسط یک تیم: ۱۲

کره شمالی
- کمترین تعداد گل خورده شده توسط یک تیم: ۱

پرتغال، سوئیس
- بهترین تفاضل گل: ۱۱+

آلمان
- بدترین تفاضل گل: ۱۱-

کره شمالی
- پرگل‌ترین بازی: ۷

کره شمالی ۰–۷ پرتغال
- بیشترین گل‌زده در یک مسابقه توسط یک تیم: ۷

پرتغال مقابل کره شمالی
- بیشترین گل‌زده در یک مسابقه توسط تیم بازنده: ۲

ایتالیا مقابل اسلواکی• اروگوئه مقابل هلند• اروگوئه مقابل آلمان•
- پیروزی با بیشترین اختلاف: ۷گل

کره شمالی ۰–۷ پرتغال
- بیشترین تعداد کلین‌شیت: ۵

اسپانیا•
- کمترین تعداد کلین‌شیت: ۰

دانمارک• استرالیا• یونان• کامرون• نیجریه• کره شمالی• ایتالیا• اسلواکی• آفریقای جنوبی•
- بیشترین تعداد کلین‌شیت داده شده توسط یک تیم (تیم مقابل دروازه خود را بسته نگه داشته‌است): ۳

الجزایر• پرتغال• پاراگوئه• هندوراس•
- کمترین تعداد کلین‌شیت داده شده توسط یک تیم (تیم مقابل دروازه خود را بسته نگه داشته‌است): ۰

آمریکا• ایتالیا• کره جنوبی•
- بیشترین تعداد متوالی دروازه بسته توسط یک تیم: ۴

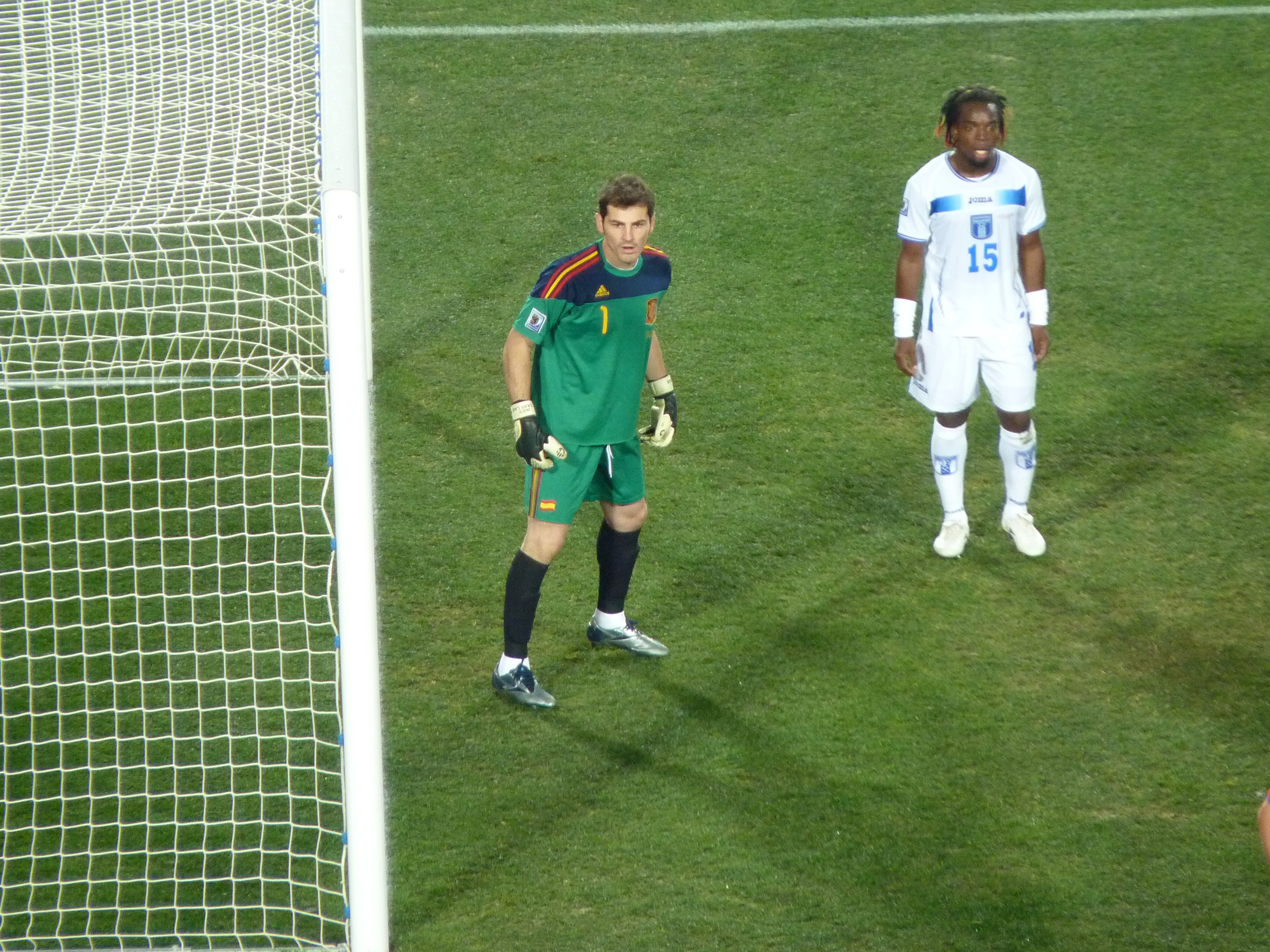
ایکر کاسیاس در جریان بازی مقابل هندوراس

اسپانیا
- بیشترین تعداد متوالی دروازه بسته داده شده توسط یک تیم (تیم مقابل دروازه خود را بسته نگه داشته‌است): ۳

الجزایر• پاراگوئه• هندوراس•

#### فردی

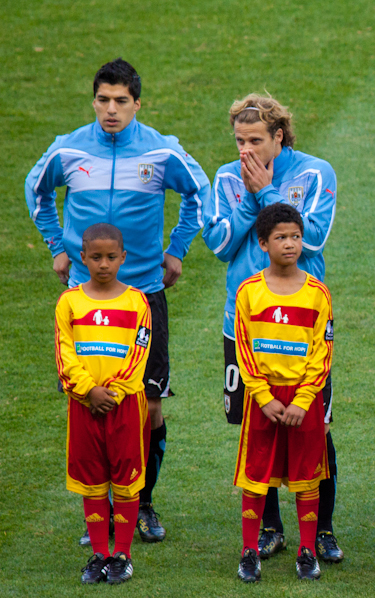
دیگو فورلان و لوییس سوارز پیش از شروع مسابقه در جام جهانی فوتبال ۲۰۱۰

- بیشترین گل زده‌شده توسط یک فرد: ۵

دیگو فورلان، توماس مولر، وسلی اسنایدر، داوید ویا
- بیشترین پاس گل داده‌شده توسط یک فرد: ۳

کاکا، درک کویت، توماس مولر، مسعود اوزیل، باستیان شواینشتایگر
- بیشترین تعداد گل‌های ساخته شده توسط یک فرد (گل یا پاس گل): ۸

توماس مولر (۵گل و ۳پاس گل)
- بیشترین تعداد کلین‌شیت یک دروازه‌بان: ۵

ایکر کاسیاس
- کمترین تعداد کلین‌شیت یک دروازه‌بان: ۰

جانلوئیجی بوفون، هانس یورگ بوت، فوزی شاوشی، وینسنت انیما، رابرت گرین، سلیمانو حمیدو، مونیب جوزف، ایتونملنگ کیون، فدریکو مارکتی، یان موشا، ری مایان گوک، مارک شوارزر، توماس سورنسن، الکساندروس تزورواس
- بیشترین تعداد متوالی دروازه بسته توسط یک دروازه‌بان: ۴

ایکر کاسیاس
- بیشترین تعداد گل‌زده در یک بازی توسط یک بازیکن: ۳

گونسالو ایگواین برای آرژانتین مقابل کره جنوبی
- مسن‌ترین گل‌زن: ۳۷سال و ۱۵۱روز

کواوتموک بلانکو برای مکزیک مقابل فرانسه
- جوان‌ترین گل‌زن: ۲۰سال و ۲۷۳روز

توماس مولر برای آلمان مقابل استرالیا

## پیروزی‌ها و شکست‌ها
- بیشترین پیروزی: ۶

هلند، اسپانیا
- کمترین پیروزی: ۰

الجزایر، کامرون، فرانسه، هندوراس، ایتالیا، نیوزلند، نیجریه، کره شمالی
- بیشترین شکست: ۳

کامرون، کره شمالی
- کمترین شکست: ۰

نیوزلند
- بیشترین تساوی: ۳

نیوزلند، پاراگوئه
- کمترین تساوی: ۰

کامرون، اسپانیا، آرژانتین، شیلی، دانمارک، آلمان، یونان، هلند، کره شمالی، صربستان
- بیشترین امتیاز در گروه: ۹

آرژانتین، هلند
- کمرین امتیاز در گروه: ۰

کامرون، کره شمالی

## جوایز بازی‌ها

### بهترین بازیکن بازی
وسلی اسنایدر ۴بار عنوان بهترین بازیکن بازی را دریافت کرد، بیشتر از هر بازیکن دیگری.
| رتبه | نام                 | تیم                 | حریف                          | تعداد جوایز |
| ---- | ------------------- | ------------------- | ----------------------------- | ----------- |
| ۱    | وسلی اسنایدر        | هلند                | دانمارک، ژاپن، برزیل، اروگوئه | ۴           |
| ۲    | کریستیانو رونالدو   | پرتغال              | ساحل عاج، کره شمالی، برزیل    | ۳           |
| ۲    | دیگو فورلان         | اروگوئه             | فرانسه، آفریقای جنوبی، غنا    | ۳           |
| ۲    | کیسوکه هوندا        | ژاپن                | کامرون، دانمارک، پاراگوئه     | ۳           |
| ۲    | آندرس اینیستا       | اسپانیا             | شیلی، پاراگوئه، هلند          | ۳           |
| ۶    | لندون داناون        | ایالات متحده آمریکا | اسلوونی، الجزایر              | ۲           |
| ۶    | وینسنت انیما        | نیجریه              | آرژانتین، یونان               | ۲           |
| ۶    | آساموا جیان         | غنا                 | صربستان، استرالیا             | ۲           |
| ۶    | توماس مولر          | آلمان               | انگلیس، اروگوئه               | ۲           |
| ۶    | پارک جی سونگ        | کرهٔ جنوبی           | یونان، نیجریه                 | ۲           |
| ۶    | لوییس سوارز         | اروگوئه             | مکزیک، کره جنوبی              | ۲           |
| ۶    | روبرت ویتک          | اسلواکی             | نیوزلند، ایتالیا              | ۲           |
| ۶    | ژاوی هرناندز        | اسپانیا             | پرتغال، آلمان                 | ۲           |
| ۱۴   | دنیل اگر            | دانمارک             | کامرون                        | ۱           |
| ۱۴   | آنتونی الکاراز      | پاراگوئه            | ایتالیا                       | ۱           |
| ۱۴   | آندره ایو           | غنا                 | آمریکا                        | ۱           |
| ۱۴   | ژان بوسیور          | شیلی                | هندوراس                       | ۱           |
| ۱۴   | تیم کیهیل           | استرالیا            | صربستان                       | ۱           |
| ۱۴   | اشلی کول            | انگلستان            | الجزایر                       | ۱           |
| ۱۴   | دنیله د روسی        | ایتالیا             | نیوزلند                       | ۱           |
| ۱۴   | دیدیه دروگبا        | ساحل عاج            | کره جنوبی                     | ۱           |
| ۱۴   | ژلسون فرناندز       | سوئیس               | اسپانیا                       | ۱           |
| ۱۴   | مارک گونزالز        | شیلی                | سوئیس                         | ۱           |
| ۱۴   | خاویر ارناندس       | مکزیک               | فرانسه                        | ۱           |
| ۱۴   | گونسالو ایگواین     | آرژانتین            | کره شمالی                     | ۱           |
| ۱۴   | تیم هاوارد          | ایالات متحده آمریکا | انگلیس                        | ۱           |
| ۱۴   | رابرت کورن          | اسلوونی             | الجزایر                       | ۱           |
| ۱۴   | لوئیس فابیانو       | برزیل               | ساحل عاج                      | ۱           |
| ۱۴   | مایکون              | برزیل               | کره شمالی                     | ۱           |
| ۱۴   | لیونل مسی           | آرژانتین            | یونان                         | ۱           |
| ۱۴   | جیمز میلنر          | انگلستان            | اسلوونی                       | ۱           |
| ۱۴   | کاتلگو فلا          | آفریقای جنوبی       | فرانسه                        | ۱           |
| ۱۴   | مسعود اوزیل         | آلمان               | غنا                           | ۱           |
| ۱۴   | لوکاس پودولسکی      | آلمان               | استرالیا                      | ۱           |
| ۱۴   | آرین روبن           | هلند                | اسلواکی                       | ۱           |
| ۱۴   | روبینیو             | برزیل               | شیلی                          | ۱           |
| ۱۴   | باستیان شواینشتایگر | آلمان               | آرژانتین                      | ۱           |
| ۱۴   | ولادیمر استوکوویچ   | صربستان             | آلمان                         | ۱           |
| ۱۴   | کارلوس توس          | آرژانتین            | مکزیک                         | ۱           |
| ۱۴   | سیفیوه شابالالا     | آفریقای جنوبی       | مکزیک                         | ۱           |
| ۱۴   | نوئل وایادارس       | هندوراس             | سوئیس                         | ۱           |
| ۱۴   | رابین فن پرسی       | هلند                | کامرون                        | ۱           |
| ۱۴   | انریکه ورا          | پاراگوئه            | اسلواکی                       | ۱           |
| ۱۴   | روکه سانتا کروز     | پاراگوئه            | نیوزلند                       | ۱           |
| ۱۴   | داوید ویا           | اسپانیا             | هندوراس                       | ۱           |

### کلین‌شیت‌ها
| رتبه | نام               | تیم                 | حریف                                   | تعداد جوایز |
| ---- | ----------------- | ------------------- | -------------------------------------- | ----------- |
| ۱    | ایکر کاسیاس       | اسپانیا             | هندوراس، پرتغال، پاراگوئه، آلمان، هلند | ۵           |
| ۲    | ادواردو کاروالیو  | پرتغال              | ساحل عاج، کره شمالی، برزیل             | ۳           |
| ۲    | فرناندو موسلرا    | اروگوئه             | فرانسه، آفریقای جنوبی، مکزیک           | ۳           |
| ۲    | مانوئل نویر       | آلمان               | استرالیا، غنا، آرژانتین                | ۳           |
| ۲    | هوشتو ویلار       | پاراگوئه            | اسلواکی، نیوزلند، ژاپن                 | ۳           |
| ۶    | بوبکر بری         | ساحل عاج            | پرتغال، کره شمالی                      | ۲           |
| ۶    | دیه‌گو بنالیو      | سوئیس               | اسپانیا، هندوراس                       | ۲           |
| ۶    | کلادیو براوو      | شیلی                | هندوراس، سوئیس                         | ۲           |
| ۶    | دیوید جیمز        | انگلستان            | الجزایر، اسلوونی                       | ۲           |
| ۶    | ژولیو سزار        | برزیل               | پرتغال، شیلی                           | ۲           |
| ۶    | یجی کاواشیما      | ژاپن                | کامرون، ژاپن                           | ۲           |
| ۶    | سرخیو رومرو       | آرژانتین            | نیجریه، یونان                          | ۲           |
| ۶    | مارتن استکلنبرگ   | هلند                | دانمارک، ژاپن                          | ۲           |
| ۱۴   | سمیر هاندانوویچ   | اسلوونی             | الجزایر                                | ۱           |
| ۱۴   | تیم هاوارد        | ایالات متحده آمریکا | الجزایر                                | ۱           |
| ۱۴   | جونگ سونگ-ریونگ   | کرهٔ جنوبی           | یونان                                  | ۱           |
| ۱۴   | ریچارد کینگسان    | غنا                 | صربستان                                | ۱           |
| ۱۴   | هوگو لوریس        | فرانسه              | اروگوئه                                | ۱           |
| ۱۴   | رایس مبولحی       | الجزایر             | انگلیس                                 | ۱           |
| ۱۴   | مارک پاستون       | نیوزیلند            | پاراگوئه                               | ۱           |
| ۱۴   | اسکار پرز رویاس   | مکزیک               | فرانسه                                 | ۱           |
| ۱۴   | ولادیمر استوکوویچ | صربستان             | آلمان                                  | ۱           |
| ۱۴   | نوئل وایادارس     | هندوراس             | سوئیس                                  | ۱           |

## جریمه‌های انضباطی
۲۸ بازیکن پس از نشان دادن دو کارت زرد متوالی (۱۳ بازیکن)، یک کارت قرمز واحد (۸ بازیکن)، یا کارت زرد و به‌دنبال آن کارت قرمز (۷ بازیکن) به‌حالت تعلیق درآمدند.